# Cavalier Rock
Der Cavalier Rock ist eine isolierte Felseninsel südlich der Adelaide-Insel und westlich der Antarktischen Halbinsel. Sie liegt 21 km südwestlich des Kap Adriasola.
Das UK Antarctic Place-Names Committee benannte sie 1963 nach Unterleutnant Geoffrey Alan Cavalier (* 1941) von der Royal Navy, Hubschrauberpilot für Erkundungsflüge von der HMS Protector in diesem Gebiet.